# Lijst van Tweede Kamerleden 1836-1839
De samenstelling van de Tweede Kamer der Staten-Generaal 1836-1839 biedt een overzicht van de Tweede Kamerleden in de periode tussen oktober 1836 en oktober 1839. De zittingsperiode ging in op 18 oktober 1836 en eindigde op 20 oktober 1839.
Er waren 55 Tweede Kamerleden, die verkozen werden door de Provinciale Staten van de 9 provincies die Nederland toen telde. Tweede Kamerleden werden verkozen voor een periode van drie jaar. Elk jaar werd een derde van de Tweede Kamer vernieuwd.

## Samenstelling na de verkiezingen van 1836

### Regeringsgezinden (34 zetels)
- Hubert Matthijs Adriaan Jan van Asch van Wijck[1][2]
- Gerard Beelaerts van Blokland[3][2]
- Christoffel Binkes[4]
- Pieter Johan Boddaert[5][6]
- Tobie Constantijn de Bordes[3][6]
- George Clifford[3][2]
- Paulus Emanuel Anthony de la Court[7][2]
- Herman Jacob Dijckmeester[8]
- Willem Boudewijn Donker Curtius van Tienhoven[3][6]
- François Constantijn Willem Druyvesteyn[3]
- François Frets[3]
- Joseph Gockinga[9][6]
- Johan Gulielmus Hinlópen[5]
- Anthony Hoynck van Papendrecht[3][6]
- Arnoldus Josephus Ingenhousz[7]
- Marinus Willem de Jonge van Campensnieuwland[3][2]
- Willem Johannes Junius van Hemert[3]
- Frans Lemker[10]
- Petrus Andreas van Meeuwen[7]
- Joannes Benedictus Hyacinthus van de Mortel[7][2]
- Willem Jan Quintus[9][6]
- Frederik van Rappard[8][2]
- Ocker Repelaer van Molenaarsgraaf[3]
- Willem Anne Schimmelpenninck van der Oye[8][6]
- Jacob Lodewijk Snouck Hurgronje[5][2]
- Cornelis Star Busmann[9]
- Oncko van Swinderen van Rensema[9][2]
- Tiete Solkes Tromp[4][6]
- Jan Diederik van Tuyll van Serooskerken van Heeze[7][6]
- Jan van den Velden[1]
- Willem Hendrik Vijfhuis[10][2]
- Johan Weerts[8]
- Sjuck van Welderen Rengers[4][6]
- Jan Iman Hendrik van Wickevoort Crommelin[3]

### Financiële oppositie (15 zetels)
- Daniël François van Alphen[3][6]
- Hendrik Backer[3][2]
- Jan Corver Hooft[3][6]
- Edmond Willem van Dam van Isselt[8][2]
- Pieter Samuël Dedel[3][6]
- Reinier Saris van der Gronden[10][6]
- Daniël Hooft Jzn.[3]
- Johannes Luyben[4][2]
- Chretien Jacques Adrien van Nagell[8][6]
- Johannes Op den Hooff[3][2]
- Jacobus Hendricus van Reenen[3][2]
- Roverius Petrus Romme[7][6]
- Albertus Sandberg[10]
- Willem René van Tuyll van Serooskerken van Coelhorst[1][6]
- Antoine Warin[3][2]

### Gematigde liberalen (3 zetels)
- Jentje Cats Epz.[4][2]
- Gerrit Kniphorst[11][2]
- Gerardus Wouter Verweij Mejan[3][6]

### Onafhankelijken (2 zetels)
- Hendrik Collot d'Escury[3]
- Maurits Pico Diederik van Sytzama[4][2]

### Liberalen (1 zetel)
- Lodewijk Caspar Luzac[3][6]

## Bijzonderheden
- Bij de verkiezingen van 1836 werden 17 Tweede Kamerleden verkozen. Zij werden op 18 oktober 1836 geïnstalleerd.

## Tussentijdse mutaties

### 1837
- Bij de verkiezingen dat jaar werd het mandaat van 19 Tweede Kamerleden hernieuwd. Tweede Kamerlid Pieter Samuël Dedel (financiële oppositie) was in Holland geen kandidaat meer voor een hernieuwing van zijn mandaat, dat op 16 oktober dat jaar afliep. Zijn opvolger Willem Röell van Hazerswoude werd op 28 november 1837 geïnstalleerd.
- 1 december: Anthony Hoynck van Papendrecht (regeringsgezinden) overleed. Hij was bij de verkiezingen van 1837 nog herkozen door de Provinciale Staten van Holland, maar overleed voor hij formeel kon worden geïnstalleerd. Jan Cornelis Reinier van Hoorn werd verkozen als zijn opvolger en op 28 februari 1838 geïnstalleerd.

### 1838
- Bij de verkiezingen dat jaar werd het mandaat van 19 Tweede Kamerleden hernieuwd. Volgende Tweede Kamerleden waren geen kandidaat voor een hernieuwing van hun mandaat of werden niet herkozen: Johannes Op den Hooff en Jacobus Hendricus van Reenen (beiden financiële oppositie), beiden verkozen door de Provinciale Staten van Holland. Het mandaat van Op den Hooff liep af op 16 oktober 1838, dat van Reenen een dag eerder.
- Hun opvolgers waren Pieter Huidekoper en Frederik van de Poll (beiden regeringsgezinden). Van de Poll werd op 16 oktober dat jaar geïnstalleerd, Huidekoper nam zijn verkiezing niet aan. In de plaats van Huidekoper werd op 16 oktober 1838 Pieter van Akerlaken (regeringsgezinden) geïnstalleerd.
- 15 oktober: Willem Boudewijn Donker Curtius van Tienhoven (regeringsgezinden) vertrok uit de Tweede Kamer vanwege zijn benoeming tot vicepresident van de Hoge Raad der Nederlanden. De Provinciale Staten van Holland verkozen Daniël Théodore Gevers van Endegeest als zijn opvolger, hij werd dezelfde dag nog geïnstalleerd.
- 16 oktober: Tobie Constantijn de Bordes (regeringsgezinden) vertrok uit de Tweede Kamer vanwege zijn benoeming tot procureur-generaal bij de Hoge Raad der Nederlanden. De Provinciale Staten van Holland verkozen Martinus Anne Wijnaendts (gematigde liberalen) als zijn opvolger, hij werd dezelfde dag nog geïnstalleerd.

### 1839
- 9 februari: Willem Jan Quintus (regeringsgezinden) overleed. In deze zittingsperiode werd niet meer in vervanging van zijn vacature voorzien.